# لیونویل (پنسیلوانیا)
لیونویل (به انگلیسی: Lionville) یک منطقهٔ مسکونی در ایالات متحده آمریکا است که در پنسیلوانیا واقع شده‌است. لیونویل ۶٬۱۸۹ نفر جمعیت دارد.